# Однополосная модуляция

Спектры сигналов с однополосной модуляцией в сравнении с однополосной АМ

Однополо́сная модуля́ция (амплиту́дная модуляция с одно́й боково́й полосо́й) (ОМ, англ. single-sideband modulation, SSB) — разновидность амплитудной модуляции (AM), широко применяемая в аппаратуре каналообразования для эффективного использования спектра канала и мощности передающей радиоаппаратуры. Однополосная амплитудная модуляция была изобретена в 1915 году Джоном Реншоу Карсоном (англ. John Renshaw Carson)

## Формула
Однополосный сигнал {\displaystyle s_{\text{ом}}(t)} с подавленной нижней боковой полосой имеет вид:
{\displaystyle s_{\text{ом}}(t)=k_{\text{н}}U\cos(\omega _{0}t)+{\frac {U}{2\max\{|u_{m}(t)|\}}}(u_{m}(t)\cos(\omega _{0}t)-{\widehat {u}}_{m}(t)\sin(\omega _{0}t)),}
где {\displaystyle k_{\text{н}}} — коэффициент подавления амплитуды {\displaystyle U} несущего сигнала, {\displaystyle \omega _{0}} — круговая несущая частота, {\displaystyle u_{m}(t)} — модулирующий сигнал, {\displaystyle \max\{|u_{m}(t)|\}} — максимальное значение модуля модулирующего сигнала, {\displaystyle {\widehat {u}}_{m}(t)}  — сигнал, сопряженный по Гильберту с {\displaystyle u_{m}(t)}. В случае подавленной несущей значение {\displaystyle k_{\text{н}}\leq {0.01}} (– 40 дБ). В случае однополосной модуляции с подавленной несущей для одноканальной аналоговой телефонии такой режим называется J3E. Для подавления верхней боковой полосы перед {\displaystyle {\widehat {u}}_{m}(t)} ставится знак плюс.

## Принцип
В радиосигнале с АМ 70 % мощности передатчика расходуется на излучение сигнала несущей частоты, который не содержит никакой информации о модулирующем сигнале. Остальные 30 % делятся поровну между двумя боковыми частотными полосами, которые представляют собой точное зеркальное отображение друг друга. Таким образом, без всякого ущерба для передаваемой информации можно исключить из спектра сигнала несущую и одну из боковых полос, и расходовать всю мощность передатчика для излучения только информативного сигнала.
В детекторе приёмника для декодирования однополосного сигнала приходится восстанавливать несущую, то есть смешивать однополосный сигнал и частоту специального гетеродина. В супергетеродине для этого ставится отдельный гетеродин, работающий на частоте, равной последней ПЧ; в приёмнике прямого преобразования несущую восстанавливает единственный гетеродин приёмника; приёмники прямого усиления для приема ОМ, вообще говоря, непригодны.
Сигнал с однополосной модуляцией занимает в радиоэфире полосу частот вдвое уже, чем амплитудно-модулированный, что позволяет более эффективно использовать частотный ресурс и повысить дальность связи. Кроме того, когда на близких частотах работают несколько станций с ОМ, они не создают друг другу помех в виде биений, что происходит при применении амплитудной модуляции с неподавленной несущей частотой.
Недостатком метода являются относительная сложность аппаратуры и повышенные требования к частотной точности и стабильности.
Для формирования сигнала ОМ используются различные методы:
- Фильтровый (наиболее распространенный): на выходе смесителя ставится высокодобротный полосовой фильтр с шириной полосы пропускания, равной одной боковой полосе. С этой целью применяются, например, лестничные фильтры на кварцевых резонаторах или электромеханические фильтры.
- Фазоинверсионный (фазокомпенсационный): одна из боковых полос инвертируется по фазе и складывается сама с собой (компенсируется). Несущая при этом подавляется фильтром или балансным модулятором.

## Применение
- ОМ (SSB) ввиду своей эффективности широко используется в профессиональной и любительской радиосвязи. АМ в этой сфере уже почти не применяется.
- ОМ используется в аналоговой аппаратуре уплотнения телефонных каналов, например, в таких распространённых аналоговых системах передачи, как К-60П, К-300 и других. В телефонных сетях общего пользования аналоговые системы были вытеснены цифровыми системами передачи на основе ИКМ, однако в ряде ведомственных и военных систем как минимум на территории бывшего СССР применяется до сих пор.
- Использование ОМ (SSB) приводит к существенному усложнению и удорожанию приёмной радиоаппаратуры, поэтому в бытовом радиовещании вещание на однополосной модуляции не получило широкого распространения и было окончательно вытеснено цифровым вещанием в стандарте DRM. Одной из причин отказа от SSB в радиовещании также является требование к высокой стабильности и точности опорных генераторов как передатчика, так и приёмника. В случае невыполнения этого требования возникает характерное искажение звукового сигнала, некая «синтетичность» голоса. Это в меру допустимо для речевой информации, но совершенно неприемлемо для передачи музыки.
- Как правило, в ведомственных, военных и морских коротковолновых радиосетях используется верхняя боковая полоса (USB).
- В любительской радиосвязи принято использовать нижнюю полосу на низкочастотных диапазонах (ниже 10 МГц, что соответствует диапазонам до 40-метрового включительно), и верхнюю — на всех остальных, в том числе на УКВ и СВЧ. Многие приёмо-передающие устройства как профессионального, так и любительского назначения имеют переключатель, позволяющий выбрать любую боковую полосу. Иногда в непрофессиональной аппаратуре ради упрощения схемы подавляют только несущую (такой способ называется DSB — англ. double side band)[3], что позволяет удовлетворительно принимать однополосные сигналы и передавать, хотя и с меньшей эффективностью, сигналы, которые могут быть приняты на приёмник в режиме ОМ. Однако излучать такой вид сигнала разрешено не во всех странах.
- В ведомственных, морских и военных сетях иногда применяется передача разной информации на верхней и нижней боковых полосах или даже дуплексная работа на одной несущей частоте.
- Промежуточный между АМ и ОМ вид модуляции с частично подавленной нижней боковой полосой широко применялся в аналоговом эфирном ТВ-вещании.
- Существует системы AM-стереофонии, в которых на разных боковых полосах передаются левый/правый каналы.

## Другие обозначения
Нижнюю боковую полосу частот (НБП) в англоязычной терминологии обозначают аббревиатурой LSB (англ. lower sideband), верхнюю полосу (ВБП) — USB (англ. upper sideband).
В советской аппаратуре:
- A3J-A1 — ОМ с верхней боковой и несущей не более 3 %;
- A3J-B1 — ОМ с нижней боковой и несущей не более 3 %;
- A3A-A1 — ОМ с верхней боковой и 10 % несущей для автоматической подстройки частоты (АПЧ) для борьбы с эффектом Доплера при связи с быстродвижущимися объектами;
- A3A-B1 — ОМ с нижней боковой и 10 % несущей для автоматической подстройки частоты (АПЧ) борьбы с эффектом Доплера при связи с быстродвижущимися объектами;
- A3H-A1 — ОМ с верхней боковой и 70 % несущей для возможности приёма сигнала с ОМ обычными приёмниками с двухполосной модуляцией;
- A3H-B1 — ОМ с нижней боковой и 70 % несущей для возможности приёма сигнала с ОМ обычными приёмниками с двухполосной модуляцией.